# Рибен буквар
„Буквар с различни поучения“ или „Рибен буквар“ (оригинално заглавие: „БȢква̀рь съ разлѝчны поȢчѐніѧ“) е първият новобългарски учебник. Автор на Рибния буквар е българският възрожденец Петър Берон. Съставен по модела на гръцкия „Еклогар“ на Димитриос Дарварис от 1804 година, той е издаден в Брашов през 1824 г. с финансовата подкрепа на сливналията Антон Йоанович и под егидата на епитропите Васил Ненович и Йордан Хаджигенович.

## Преиздаване
Названието му „Рибен буквар“ идва от рисунката на кит в края на книгата и с това название той става изключително популярен.
Поради големия интерес към този учебник той претърпява 6 издания в продължение на 20 години, а авторът му д-р Петър Берон се радва на високо уважение. Според Каталога на Н. Теодосиев и изследванията на Иван Алексиев има два варианта на третото издания, през 1846 г. и 1847 г., с което възрожденските издания на Буквара стават седем. Според панагюрския възрожденец Петър Карапетров, букварът на Петър Берон в онези времена „е бил последната книга за учение; които го изучвали от кора до кора, минували вече за учени.“

## Други
На „Рибния буквар“ е наречена улица в квартал „Разсадник-Коньовица“ в София (Карта).

## Изследвания
- Пундев, В. Рибният буквар. – Списание на Българската академия на науките, 63, 1942, 37 – 90.